# Kermaleistung
Die Kermaleistung ist eine Dosisgröße und spielt eine Rolle beim Umgang mit ionisierender Strahlung. Sie gibt an, wie groß die kinetische Energie der Partikel ist, die in einer Zeitspanne innerhalb eines Materials der Masse m erzeugt werden. Dementsprechend lässt sie sich berechnen mittels der Formel:
{\displaystyle P_{K}={\frac {E_{\mathrm {kin} }}{m\cdot t}}}
Da der Quotient aus kinetischer Energie und bestrahlter Masse gleich dem Kerma (K) ist, lässt sich die Formel auch schreiben als:
{\displaystyle P_{K}={\frac {K}{t}}}
Die Kermaleistung ist von Material zu Material unterschiedlich und hängt auch von der Art der eintreffenden Strahlung ab. Die Kermaleistung dient hauptsächlich dazu, die Wirkung von nicht direkt ionisierender Strahlung zu beschreiben. Bei ionisierender Strahlung ist es einfacher, die üblichen Dosisgrößen zu verwenden.